# Zapadnonizinski tajvanski jezici
Zapadnonizinski tajvanski jezici (privatni kod: zcka), ogranak austronezijskih jezika s otoka Tajvana Tradicionalno se klasificiraju u tajvanske (formoške) jezike. Dijeli se na dvije podskupine koje obuhvaćaju svega 3 jezika, to su:
a. Centralni zapadnonizinski (2): babuza [bzg]; papora-hoanya [ppu]
b. Thao (1): thao [ssf]
Sva tri jezika nekada su podklasificirani pajvanskoj podskupini.